# Wes Ball
Wes Ball (28 ottobre 1980) è un regista statunitense, principalmente conosciuto per aver diretto i film Maze Runner - Il labirinto ed i sequel Maze Runner - La fuga e Maze Runner - La rivelazione, adattamenti cinematografici dei romanzi di James Dashner.

## Filmografia

### Regista

#### Cortometraggi
- Jacob: The Movie (2002)
- A Work in Progress (2002)
- Ruin (2011)

#### Lungometraggi
- Maze Runner - Il labirinto (The Maze Runner) (2014)
- Maze Runner - La fuga (Maze Runner: The Scorch Trials) (2015)
- Maze Runner - La rivelazione (Maze Runner: The Death Cure) (2018)
- Il regno del pianeta delle scimmie (Kingdom of the Planet of the Apes) (2024)

### Produttore
- Maze Runner - La fuga (Maze Runner: The Scorch Trials) (2015)
- Il regno del pianeta delle scimmie (Kingdom of the Planet of the Apes), regia di Wes Ball (2024)

## Riconoscimenti
- 2003 – Florida Film Festival
  - Miglior film di uno studente per A Work in Progress
- 2003 – Student Academy Awards[1]
  - Miglior animazione per A Work in Progress